# Хатим ат-Таи
Ха́тим ат-Та́и (Хатим-Тай, араб. حاتم الطائي‎; ум. 578) — прославленный арабский поэт VI века из племени тай, отец сподвижника Мухаммеда Ади ибн Хатима. Благодаря своей щедрости стал героем арабских легенд и персонажем фольклора многих восточных народов.
Исследователи считают, что образ Атымтая (Хатимтай, Хатымтай) из фольклора народов Востока восходит к Хатиму ат-Таи. Сюжеты о Хатиме широко распространены на Востоке: от арабов они перешли к другим народам Ближнего и Среднего Востока и Средней Азии — иранцам, азербайджанцам, туркменам, казахам.
В сюжетном и жанровом отношении произведения о Хатиме ат-Таи делятся на три группы:
1. волшебные сказки, где он предстает как обладатель несметных богатств, щедро делящийся ими с нуждающимися;
2. бытовые сказки, в которых Хатим ат-Таи — бедняк, который, тем не менее, готов помочь каждому, поделиться последним;
3. мусульманские легенды биографического характера, раскрывающие происхождение богатства и причины необычайной щедрости героя.

В казахских версиях сюжетов об Атымтай Жомарте (так по-казахски звучит имя Хатима ат-Таи) главное внимание уделяется не столько богатству героя, сколько его душевным качествам — доброте, великодушию и благородству. Сказки и легенды о Хатиме ат-Таи опубликованы в книгах «Хикаят дастан Хатым-Тай» (1891, 1892, 1913) в переводе Е. Сарымбаева. Вышли в свет «Кисса-и Хатымтай-Жомарт» К. Шахмардана (1897, 1898), сказки, записанные у Ш. Жангирова (1914).